# 瀬尾傑
瀬尾 傑（せお まさる、1965年2月5日 - ）は、日本のジャーナリスト、実業家、ニュースコメンテーター。　
スマートニュースメディア研究所所長。スローニュース株式会社代表取締役。テレビ朝日『ワイドスクランブル』、東京エフエム『瀬尾傑　本のソムリエ』、東京MXテレビ『モーニンCROSS』などでコメンテーターを務める。インターネットメディア協会代表理事。総務省「放送を巡る諸問題に関する検討会」構成員。同志社東京メディアクローバー会会長。

## 来歴
1965年、兵庫県生まれ。大阪星光学院中学校・高等学校を経て、同志社大学商学部卒業。日経マグロウヒル社（現日経BP社）に入社。経営企画室、日経ビジネス記者などを経て、講談社に転職。月刊現代、週刊現代などで政治経済を中心に取材。
2010年に『現代ビジネス』を創刊し、編集長に就任した。
2018年には、スマートニュースに転職し、スマートニュースメディア研究所所長に就任。2019年、調査報道支援のための子会社、スローニュースを設立し、代表取締役に就任。